# Andrea Noli
Andrea Gabriela Noli Constantinescu  (Franciaország, Párizs, 1972. augusztus 25. –) francia születésű mexikói színésznő.

## Élete és pályafutása
1972. augusztus 25-én született Párizsban. Számos telenovellában tűnt fel. 

## Magánélete
2006-ban megszületett kislánya, Valentina.

## Filmográfia
- 2013: Vivir a destiempo ... Sonia Duarte
- 2012: Amor cautivo ...  Beatriz del Valle
- 2011: Cielo rojo ...  Lucrecia Renteria[1]
- 2009: Pasión morena ...  Silvia Rueda
- 2008: Noche eterna ... Rosana
- 2007: Se busca un hombre ...  Angélica Soler
- 2006: Ni una vez más (Többet soha)  … Dalia
- 2005: Los Sánchez ... Luciana
- 2005: Top Models ...  Valeria
- 2004: La heredera  ... Kauris
- 2003: El poder del amor
- 2002: Por ti ...  Andrea
- 2001: Broken Hearts  ...  Mari Carmen
- 2001: Nunca digas: Cuba? Jamás!
- 2001: El árbol de la horca
- 2000: Como en el cine (Mint a filmekben) ... Perla
- 2000: Golpe bajo
- 2000: Catarino y los rurales
- 2000: El tesoro del Pilar
- 1999: Besos prohibidos ...  Basurto
- 1999: Cuentas claras  ... Debbie Saunders
- 1995: Acapulco, cuerpo y alma ...  Sandra
- 1995: Si Dios me quita la vida